# دوروثي كروفورد
دوروثي كروفورد (بالإنجليزية: Dorothy Crawford)‏ هي ممثلة أسترالية، ولدت في 1911 في فيتزوري ‏ في أستراليا، وتوفيت في 1988. من الجوائز التي نالتها لفافة الشرف النسائية الفيكتورية ‏.

## جوائز
- لفافة الشرف النسائية الفيكتورية [الإنجليزية]‏